# Tagliatelle/Stella di mare
Tagliatelle/Stella di mare è un singolo di Orietta Berti, pubblicato dalla G & G Records nel 1983. .

## Tagliatelle
Tagliatelle era la sigla della trasmissione televisiva Domenica in, scritto da Bruno Tibaldi, già autore di molte sigle di cartoni animati e brani per bambini, con lo pseudonimo Fraski Muzak e Pippo Caruso che ne è anche l'arrangiatore, con la partecipazione del Piccolo Coro di Roma.

## Stella di mare
Stella di mare è la canzone pubblicata sul lato B del singolo, scritta anch'essa da Tibaldi e da Antonietta Maria Merla con lo pseudonimo di Topazia, su  arrangiamento di Gianni Mazza.